# Гюрджю Юсуф-паша
Гюрджю Юсуф-паша, также известен как Ага Юсуф-паша (тур. Gürcü Ağa Yusuf Paşa; ? — 1713, Родос) — османский военный и государственный деятель, великий визирь Османской империи (20 ноября 1711 — 11 ноября 1712).

## Биография
Юсуф-паша имел грузинское происхождение, по системе девширме попал в янычары. В октябре 1706 года был назначен санджакбеем Ретимнона на острове Крит, затем получил назначение на пост санджакбея Инебахти. В 1707 году вышел в отставку и поселился в Эдирне.
В сентябре 1710 года Гюрджю Юсуф-паша был назначен агой янычар, командиром корпуса янычар. В июле 1711 года янычарский ага Ага Юсуф-паша участвовал в осаде русской армии на реке Прут в Молдавии, где проявил героизм. 20 ноября 1711 года после отставки великого визиря Балтаджи Мехмед-паши Ага Юсуф-паша был назначен новым великим визирем.
Во нахождения в должности великого визиря Гюрджю Юсуф-паша проводил миролюбивую политику и считал, что русский царь Пётр I будет соблюдать Прутский договор с Портой. Когда русский царь отказался предоставить свободный проход для короля Швеции Карла XII, османский султан Ахмед III решил объявить войну России. Но Ага Юсуф-паша убедил султана отказаться от этой идеи, полагая, что Пётр Великий в конце концов исполнит условия Прутского договора. Султан Ахмед III был сторонником войны с Россией и считал, что великий визирь помешал ему начать военные действия. 11 ноября 1712 года великий визирь Гюрджю Юсуф-паша был отстранен султаном от занимаемой должности. Он был сослан на остров Родос, где в 1713 году его казнили. Позже он был похоронен рядом с фонтаном и мектепом, который Ага Юсуф-паша построил в районе Аксарай в Стамбуле.